# Svart krontrana
Svart krontrana (Balearica pavonina) är en afrikansk fågelart i familjen tranor, nära besläktad med grå krontrana. Den minskar kraftigt i antal och anses vara utrotningshotad.

## Utseende och läte

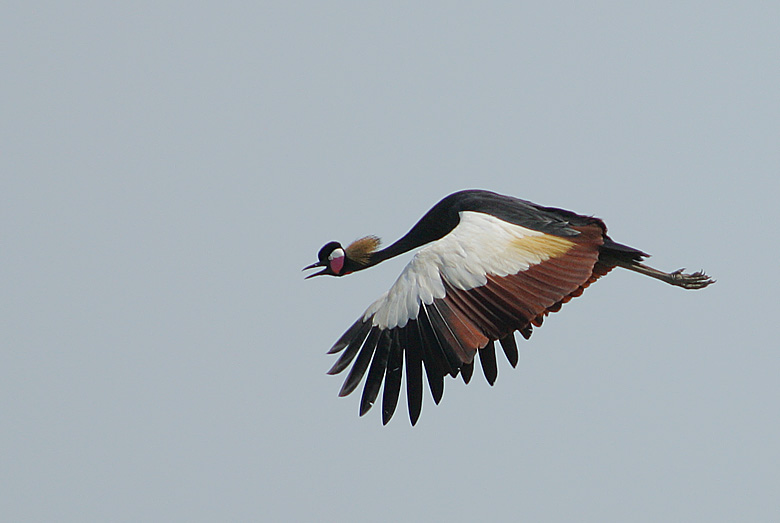
Flygande svart krontrana

Krontranorna är udda, karakteristiska och mycket vackra tranor. Kroppen är huvudsakligen svartaktig, med en ljusare vingpanel, en ljus skär och vit fläck på kinden och en spektakulär gul kronformad huvudtofs. Den mäter ungefär 1 meter på längden, har ett vingspann på 1,87 meter och väger ungefär 3.6 kg. Svart krontrana är mycket lik nära släktingen grå krontrana men har mörkare fjäderdräkt, främst på ryggen som är i det närmaste svart och mer rosa i ansiktet. Lätet är ett gåslikt trumpetande som ofta hörs i flykten. 

## Utbredning och systematik
Svart krontrana är en afrikansk fågel som förekommer lokalt i Sahelzonen och från Guinea till Etiopien. Den har setts så långt söderut som Kongo-Kingshasa. Arten delas upp i två underarter med följande utbredning::
- Balearica pavonina pavonina – Senegal och Gambia till Tchadsjön
- Balearica pavonina ceciliae – Tchad till Etiopien och Kenya

## Ekologi
Svart krontrana förekommer på torr savann, men häckar ofta i något våtare habitat. Den skiljer den sig från grå krontrana som föredrar våtare habitat för födosök. De båda krontranorna är de enda tranorna som kan häcka i träd. Som alla tranor lever den av insekter, reptiler och mindre däggdjur.

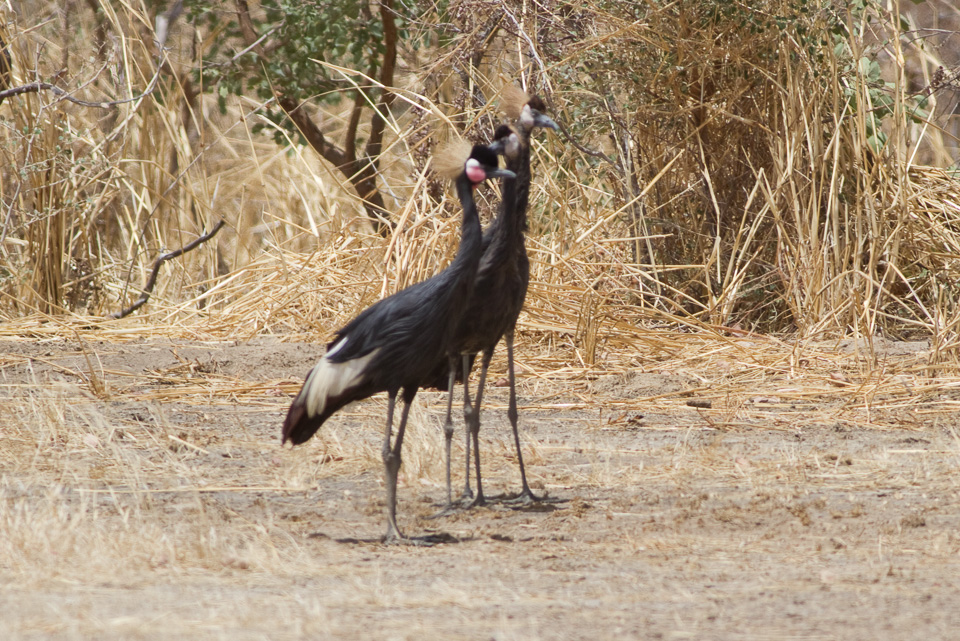
Svart krontrana i typisk biotop i Kamerun.

## Status och hot
Den svarta krontranan har minskat kraftigt i antal till följd av habitatförstörelse, men även på grund av fångst för illegal internationell handel eller domesticering. Minskningen har dock avtagit i senare tid. Internationella naturvårdsunionen IUCN listar den som sårbar.